# Amason (album)
Amason är ett musikalbum av gruppen Tant Strul utgivet i maj 1983. Albumet var gruppens andra och återutgavs på CD 1995 med bonusspåret Jagad. Skivan rankades av Sonic Magazine i juni 2013 som det 28:e bästa svenska albumet någonsin..

## Låtlista
| Nr  | Titel                 | Noteringar             |  |
| --- | --------------------- | ---------------------- |  |
| 1.  | Amason                |                        |  |
| 2.  | Kanske där inatt      |                        |  |
| 3.  | Som änglarna          |                        |  |
| 4.  | Stormen               |                        |  |
| 5.  | Kom och ta farväl     |                        |  |
| 6.  | Då är det inte kärlek |                        |  |
| 7.  | Rosa                  |                        |  |
| 8.  | Dunkar varmt          |                        |  |
| 9.  | Brinna                |                        |  |
| 10. | Vild blomning         |                        |  |
| 11. | Jagad                 | Bonuslåt på CD-utgåvan |  |